# NGC 795
NGC 795 je galaksija u zviježđu Eridan.

## Vanjske poveznice
- SEDS: NGC 795